# Presbiopia
Presbiopia é uma condição ocular associada ao envelhecimento do olho humano caracterizada por diminuição progressiva da capacidade de focar nitidamente objetos a curta distância. Os sintomas mais comuns são dificuldade em ler textos com letras pequenas, ter que segurar o texto a ler cada vez mais longe, dores de cabeça e astenopia. O grau de cada problema varia de pessoa para pessoa. A presbiopia pode ser acompanhada por outros erros refrativos.
A presbiopia faz parte do processo natural de envelhecimento. A causa é o endurecimento do cristalino, que faz com que ao observar objetos a curta distância o olho foque a luz atrás da retina, em vez de na própria retina. A condição é um tipo de erro refrativo, tal como a miopia, hipermetropia e astigmatismo. O diagnóstico é feito com um exame ocular.
O tratamento geralmente consiste em usar óculos. As lentes para correção de presbiopia têm maior potência na metade inferior. Em algumas pessoas, são suficientes os óculos de leitura adquiridos em superfícies comerciais.
Todas as pessoas com mais de 35 anos de idade estão em risco de desenvolver presbiopia e todas as pessoas acabam por ser afetadas em algum grau. A condição já é descrita pelo menos desde Aristóteles no século IV AEC. No século XIII começaram a ser usadas lentes para corrigir o problema.

## Classificação
A presbiopia pode ser dividida em alguns tipos, tendo como elemento de divisão o período e intensidade que se manifesta, sendo elas: incipiente, funcional, absoluta, prematura e noturna. A primeira delas  engloba os casos iniciais em que os indivíduos sentem certa dificuldade em se ver o que está mais perto, mencionando um esforço extra para ler letras reduzidas. A funcional, ou segunda fase se refere a aqueles indivíduos cuja dificuldade visual é comprovada clinicamente. Como o próprio nome já diz, a presbiopia absoluta é o auge da dificuldade visional da pessoa em questão, a terceira fase da doença. As demais são fases a parte, sendo a presbiopia precoce aquela que aparece antes da idade estimada de 35 a 40 anos de idade, e a presbiopia noturna, que é a dificuldade em se enxergar em ambientes de luz precária.

## Causas
Apesar de ser uma doença natural, alguns fatores e situações podem contribuir para o aparecimento precoce da presbiopia tais como: profissões que exijam uma boa visão de perto, doenças oculares que resultem em lesões do cristalino, das fibras zonulares ou dos músculos ciliares, algumas doenças sistêmicas (diabetes mellitus, esclerose múltipla, doenças cardiovasculares, miastenia gravis, anemia, gripe, etc), doenças congénitas, fármacos que diminuam a acomodação (ansiolíticos, antidepressivos, antipsicóticos, antiespasmódicos, anti-histamínicos e diuréticos), hipermetropia e outros como má nutrição, tabagismo, neoplasias, o ambiente, etc.
Muitas pessoas com miopia conseguem ler confortavelmente sem óculos ou lentes de contato mesmo depois dos 40 anos de idade. Entretanto, sua miopia não desaparece e os problemas à longa distância continuam. Pessoas míopes que consideram a realização de cirurgia corretiva devem ser advertidas que esse procedimento pode ser, por um lado, desvantajoso, visto que após os 40 anos, os olhos começam a perder a capacidade de se acomodar ou focar. Então, essas pessoas precisarão usar óculos de leitura. Embora não seja perfeita, míopes com astigmatismo enxergam melhor a curtas distâncias mesmo sem o uso de óculos ou lentes de contato.

## Prevenção e tratamento
O tratamento geralmente consiste em usar óculos. As lentes para correção de presbiopia têm maior potência na metade inferior. Em algumas pessoas, são suficientes os óculos de leitura adquiridos em superfícies comerciais.
Sendo os óculos uma boa forma de correção ou auxílio para aqueles que apresentam presbiopia, é importante saber qual a lente correta a se escolher. Existem vários tipos de lentes, que variam da necessidade de indivíduo para indivíduo. Algumas delas podem ser divididas da seguinte forma:
- Lentes Simples: adequadas para a correção da presbiopia em indivíduos emetropes, com baixo grau de ametropia e que não precisam de correção para a visão de longe.[9]
- Lentes Bifocais: são normalmente prescritas para pessoas com presbiopia que necessitam também de uma correção para miopia, hipermetropia e/ou astigmatismo.[9]
- Lentes Trifocais: são semelhantes às lentes bifocais, porém além de apresentar correção para a visão de longe e de perto, apresenta também correção para uma visão intermediária.[9][10] Eram e ainda são muito utilizadas para indivíduos que apresentem presbiopia absoluta. [10]
- Lentes Progressivas: Através de zonas multifocais, permite a visão tanto de perto quanto de longe proporcionando uma boa visualização de todas as distâncias.[4] Essas zonas podem incluir adaptações de acordo com cada indivíduo, que incluem o comprimento do corredor progressivo; tamanho, forma e localização das zonas de visualização ao perto; transição entre zonas de visão ao perto e ao longe e a asfericidade da lente.[9]
- Lentes Ocupacionais: são lentes escolhidas de acordo com o emprego ocupado pelo paciente. Estas podem variar de diversas formas, selecionando aquela que se apresente mais compatível com suas necessidades.[4]

Para corrigir de forma definitiva o problema, foi durante anos estudado o desenvolvimento de uma lente mecanicamente modificável (LMM) que se adequasse corretamente, permitindo uma boa visão a todas as distâncias.  Todavia, essas possuíam limitações estéticas. Esta deu origem a criação de outras lentes, tais como a Adlens e a Superfocus e mais tarde Focusspecs, Emergense e Slidelens. Estas já descartam as limitações estéticas das quais sofria a primeira.